# Ruellia asema
Ruellia asema är en akantusväxtart som beskrevs av Emery Clarence Leonard. Ruellia asema ingår i släktet Ruellia och familjen akantusväxter. Inga underarter finns listade i Catalogue of Life.